# 梅爾羅斯 (蒙大拿州)
梅爾羅斯（英語：Melrose）是位於美國蒙大拿州銀弓縣的非建制地區。

## 歷史
梅爾羅斯的郵局自1881年營運至今。

## 地理
梅爾羅斯所處的海拔為高於海平面1579米（即5180英呎），而該地所採用的時區為UTC-6，即北美山地時區（MST）。同時該地設有夏令時間，為UTC-7調快一小時，即UTC-6（MDT）。